# Hörden am Harz
Hörden am Harz is een gemeente in de Duitse deelstaat Nedersaksen. De gemeente maakt deel uit van de Samtgemeinde Hattorf am Harz in het Landkreis Göttingen. Tot 1 november 2016 maakte het deel uit van het Landkreis Osterode am Harz.
De gemeente telde 931 inwoners op 31 december 2023.
- Gemeinsame Normdatei: 4095417-1
- Virtual International Authority File: 244362963

Adelebsen · 
Bad Grund · 
Bad Lauterberg im Harz · 
Bad Sachsa · 
Bilshausen · 
Bodensee · 
Bovenden · 
Bühren · 
Dransfeld · 
Duderstadt · 
Ebergötzen · 
Elbingerode · 
Friedland · 
Gieboldehausen · 
Gleichen · 
Göttingen · 
Hann. Münden · 
Harz (gemeentevrij gebied, Landkreis Göttingen) ·
Hattorf am Harz · 
Herzberg am Harz · 
Hörden am Harz · 
Jühnde · 
Krebeck · 
Landolfshausen · 
Niemetal · 
Obernfeld · 
Osterode am Harz · 
Rhumspringe · 
Rollshausen · 
Rosdorf · 
Rüdershausen · 
Scheden · 
Seeburg · 
Seulingen · 
Staufenberg · 
Waake · 
Walkenried · 
Wollbrandshausen · 
Wollershausen · 
Wulften am Harz